# Société canadienne d'opérette
La Société canadienne d'opérette a été fondée par Honoré Vaillancourt en 1921 et est une des premières sociétés lyriques du Québec.

## Historique
La société canadienne d'Opérette est fondée en 1921 à Montréal par Honoré Vaillancourt, chanteur lyrique. Dès ses débuts, le principal objectif de cette organisation est de soutenir la création  artistique canadienne. Autrement dit, le but était de « développer les aptitudes artistiques des nôtres tout en inculquant au public le goût de la « belle et saine musique » et de « travailler à la fondation d'un théâtre lyrique pour les Canadiens et par les Canadiens ». Établie comme entreprise privée, elle est financée principalement par des actionnaires provenant des milieux professionnel et intellectuel, dont le nombre s'élevait à environ 200 à la fin de la saison 1925-26. Elle cessa ses activités en 1933.
Tout en faisant appel à des chanteurs professionnels, Vaillancourt permit à plusieurs jeunes interprètes canadiens-français dont Amanda Alarie, Lionel Daunais et Irène Trudeau de faire leurs débuts. D'autres artistes tels que Élisa Gareau, Armand Gauthier, Conrad Gauthier, Blanche Gonthier, Charles Goulet, Arthur Lapierre, Hercule Lavoie, Ernest Loiselle, Roméo Mousseau, Fabiola Poirier, Gaston Saint-Jacques, Lucille Turner et Paul Valade firent partie des distributions. On s'assura également le précieux concours de vedettes comme José Delaquerrière, Jean Grimaldi, Raoul Jobin, Jeanne Maubourg et Albert Roberval.
Les Variétés lyriques, fondées à Montréal en 1936, prirent le relais.

## Sources
- D'importantes collections de partitions chant et piano, de parties de chœurs et d'orchestre, de livrets en version originale et en traduction ainsi que de programmes de la Société sont conservées dans le fonds Albert-Duquesne à la Bibliothèque de la Ville de Montréal.
- Encyclopédie de la musique au Canada